# Флаг Гвинеи-Бисау
Государственный флаг Республики Гвине́я-Биса́у принят 24 сентября 1973 года, при провозглашении независимости. Основан на флаге Африканской партии независимости Гвинеи и Кабо-Верде (ПАИГК), существующем с августа 1961 года. С 1959 года руководство ПАИГК находилось в Конакри, столице соседней Республики Гвинея, являвшейся независимым государством с 1958 года и имевшей красно-жёлто-зелёный флаг панафриканских цветов. По образу и подобию флагов Гвинеи, Сенегала, Ганы, Дагомеи, Камеруна и других африканских государств был создан и флаг ПАИГК с широкой вертикальной красной полосой у древкового края и двумя горизонтальными равновеликими полосами — жёлтой и зелёной в остальной части полотнища.

Флаг ПАИГК с 1961 года

В середине красной полосы изображена чёрная пятиконечная звезда как символ африканского континента и его чернокожего народа, свободы и мира. Красный цвет символизировал труд и кровь, пролитую за свободу. Жёлтый символизировал стремление к достойной оплате труда и урожай сельскохозяйственных культур, обеспечивающий благополучие населения. Зелёный отображал растительные богатства природы и надежду на счастливое будущее.
Под звездой часто изображалась аббревиатура названия партии — PAIGC, но известны изображения флага ПАИГК как без аббревиатуры, так и с аббревиатурой PAIGC крупными буквами на жёлтой полосе.
Государственным флагом Республики Гвинея-Бисау был утверждён флаг ПАИГК без аббревиатуры. Ширина красной полосы равна 1/3 длины флага, отношение ширины флага к его длине — 1:2.

## История флага

Флаг кораблей Гвинейской компании, XV—XVII вв.

В 1482 году португальское правительство создало Гвинейскую компанию (порт. Casa da Guiné) для торговли специями и поддержания цен на товары, которая строила на побережье Африки торговые фактории и укрепления, ставшие впоследствии центрами работорговли. Корабли Гвинейской компании несли белые флаги с изображением зелёного уширенного креста.

Проект флага португальской заморской провинции Гвинея, 1965

В 1951 году португальская колония Гвинея получила статус заморской провинции (порт. província ultramarina).
В 1966 году португальский вексиллолог Альмейда Лангханс (Franz Paul de Almeida Langhans) в своей книге «Гербы заморских владений Португалии» (Armorial do Ultramar Português) предложил утвердить для всех португальских заморских провинций флаги на основе флага Португалии с добавлением изображения герба заморской провинции.
Утверждённый вместе с гербами других португальских колоний в 1935 году, герб португальской Гвинеи представлял собой трёхчастный щит, в основании которого, как и в гербах всех других португальских владений, были изображены зелёные и серебряные волны и в правой части в серебряном поле — пять лазуревых щитков с 5 серебряными гвоздями каждый (quina, старейший герб Португалии), а в левой части было изображение золотой колонны, увенчанной головой негра, — как символ Гвинеи. Но проекты А. Лангханса даже не были рассмотрены правительством Португалии.